# Sakura Gakuin 2010 Nendo ~message~
Sakura Gakuin 2010 Nendo ~message~ (さくら学院
2010年度 ～message～) é o álbum de estreia lançado pelo grupo idol Japonês Sakura Gakuin. Ele foi lançado no Japão dia 27 de abril de 2011.

## Resumo
Inicialmente, o álbum foi previsto para ser lançado em 23 de março de 2011, mas foi adiado para 27 de abril de 2011 devido ao Grande Terremoto do Leste do Japão.
É também o primeiro álbum com todas as integrantes da formação original e com as duas integrantes adicionadas em agosto de 2010, Yui Mizuno e Moa Kikuchi, que eram na época as mais jovens do grupo e integraram-se depois nos dois primeiros subgrupos do Sakura Gakuin que são Twinklestars e Babymetal.

## Formação
- Ayami Muto (武藤彩未)
- Ayaka Miyoshi (三吉彩花)
- Airi Matsui (松井愛莉)
- Suzuka Nakamoto (中元すず香)
- Marina Horiuchi (堀内まり菜)
- Raura Iida (飯田來麗)
- Nene Sugisaki (杉崎寧々)
- Hinata Sato (佐藤日向)
- Yui Mizuno (水野由結)
- Moa Kikuchi (菊地最愛)

## Faixas
O álbum foi lançado em quatro edições: edição Re
regular (somente CD) e edições limitadas "Sa", "Ku" e "Ra" (ambas CD+DVD).
A edição regular contém uma faixa bônus (faixa #5).
Foram incluídos no álbum o primeiro single major "Yume ni Mukatte / Hello ! Ivy", lançado em 8 de dezembro de 2010 pela TOY'S FACTORY, e os singles de seus subgrupos: "Dear Mr.Socrates" (Twinklestars), e "Doki Doki Morning" (Babymetal), single esse que só foi lançado em 24 de outubro de 2011, bem depois do lançamento do álbum em si.

### Edição regular
| N.º | Título                                                                  | Intérprete                         | Duração |  |
| 1.  | "FLY AWAY"                                                              | Sakura Gakuin                      | 4:25    |  |
| 2.  | "Hello ! Ivy"                                                           | Sakura Gakuin                      | 3:32    |  |
| 3.  | "Chime" (チャイム)                                                      | Sakura Gakuin                      | 3:51    |  |
| 4.  | "Happy Birthday" (ハッピーバースデー)                                   | Clube de Culinária Minipati        | 2:55    |  |
| 5.  | "Princess☆a la mode" (プリンセス☆アラモード; somente na edição regular) | Clube de Culinária Minipati        | 3:49    |  |
| 6.  | "Brand New Day"                                                         | Clube do Jornal SCOOPERS           | 3:13    |  |
| 7.  | "Dear Mr.Socrates"                                                      | Clube do Bastão Twinklestars       | 4:01    |  |
| 8.  | "Medaka no Kyoudai" (めだかの兄妹)                                      | Clube de Volta para Casa sleepiece | 3:25    |  |
| 9.  | "Doki Doki Morning" (ド・キ・ド・キ☆モーニング)                         | Clube de Música Pesada Babymetal   | 3:45    |  |
| 10. | "Yume ni Mukatte" (夢に向かって)                                        | Sakura Gakuin                      | 4:17    |  |
| 11. | "message"                                                               | Sakura Gakuin                      | 4:53    |  |

### Edições limitadas
CD
Mesmas faixas da Edição Regular, exceto pela faixa #5.
DVD
| Edição Limitada "Sa" |                                              |         |  |
| N.º                  | Título                                       | Duração |  |
| 1.                   | "Yume ni Mukatte PV"                         |         |  |
| 2.                   | "Special Tokuten Eizou" (スペシャル特典映像) |         |  |

| Edição Limitada "Ku" |                                              |         |  |
| N.º                  | Título                                       | Duração |  |
| 1.                   | "Hello! IVY PV"                              |         |  |
| 2.                   | "Special Tokuten Eizou" (スペシャル特典映像) |         |  |

| Edição Limitada "Ra" |                                              |         |  |
| N.º                  | Título                                       | Duração |  |
| 1.                   | "message PV"                                 |         |  |
| 2.                   | "Special Tokuten Eizou" (スペシャル特典映像) |         |  |

## Desempenho nas paradas musicais
| Tabela                             | Melhor posição | Semanas nas tabelas |
| ---------------------------------- | -------------- | ------------------- |
| Japão (Oricon Weekly Albums Chart) | 54             | 1                   |